# Václav Kočí
Václav Kočí (* 15. Juli 1979 in Liberec, Tschechoslowakei) ist ein ehemaliger tschechischer Eishockeyspieler, der über viele Jahre bei den Bílí Tygři Liberec, beim BK Mladá Boleslav und dem HC Pardubice in der Extraliga aktiv war. Mit Pardubice gewann er zweimal die tschechische Meisterschaft.

## Karriere
Václav Kočí begann seine Karriere als Eishockeyspieler in der Nachwuchsabteilung des HC Liberec, für dessen Profimannschaft er in der Saison 2000/01 sein Debüt in der zweitklassigen 1. Liga gab. In der folgenden Spielzeit stieg der Verteidiger mit seinem Team in die Extraliga auf, in der er in 35 Spielen zwei Vorlagen gab. Während seiner Zeit in Liberec sammelte er regelmäßig in der drittklassigen 2. Liga Spielpraxis, in der er beim HC Děčín und beim HC Jablonec zu Einsatzzeiten kam. Von 2003 bis 2005 spielte der Linksschütze für den HC Slovan Ústí nad Labem in der 1. Liga, wobei er in der Saison 2003/04 auch in drei Spielen für den HC České Budějovice in der Extraliga auf dem Eis stand.
In der Saison 2005/06 lief Kočí parallel für den HC Chemopetrol Litvínov in der Extraliga und den SK Kadaň in der 1. Liga auf. Anschließend verbrachte er zwei Spielzeiten bei seinem Ex-Club aus Liberec in der Extraliga, ehe er zur Saison 2008/09 vom BK Mladá Boleslav unter Vertrag genommen wurde, für den er bereits während der Saison 2006/07 in zwei Partien eingesetzt wurde, als dieser noch zweitklassig war. Im Sommer 2009 schloss sich der Tscheche dem HC Pardubice an, mit dem er in der Saison 2009/10 Tschechischer Meister wurde. Diesen Erfolg konnte er mit dem HCP 2012 wiederholen, wobei er zu diesem Erfolg 8 Scorerpunkte in 19 Playoff-Partien beisteuerte – ein Bestwert seiner Karriere.
Ab Beginn der Saison 2012/13 gehörte Kočí zu den Kapitänen des HC Pardubice. Während der Saison 2014/15 ließen seine Leistungen nach, so dass er Ende Dezember 2014 an den BK Mladá Boleslav ausgeliehen wurde. Vor der folgenden Spielzeit erhielt er einen neuen Vertrag beim BK Mladá Boleslav, kam aber verletzungsbedingt nur auf drei Einsätze in der gesamten Saison. Vor der folgenden Spielzeit wurde er an den HC Benátky nad Jizerou ausgeliehen und absolvierte für diesen 50 Saisonspiele.

## Erfolge und Auszeichnungen
- 2002 Aufstieg in die Extraliga mit Bílí Tygři Liberec
- 2010 Tschechischer Meister mit dem HC Pardubice
- 2012 Tschechischer Meister mit dem HC Pardubice

## Extraliga-Statistik
(Stand: Ende der Saison 2016/17)